# Eduard Mörike

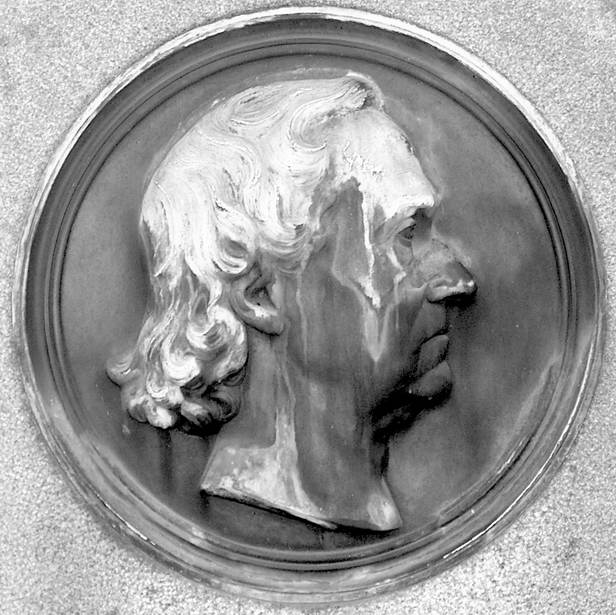
Portret van Eduard Mörike, op diens graf te Stuttgart

Eduard Mörike of ook Möricke (Ludwigsburg, 8 september 1804 — Stuttgart, 4 juni 1875) was een Duits dichter.

## Leven
Mörike was de zoon van een arts. In Urach ging hij op internaat. In 1822 studeerde hij theologie in het Tübinger Stift, alhoewel hij dit eigenlijk weinig interessant vond. Zijn eerste gedichten schreef hij in deze periode, die nog sterk onder de invloed van de romantiek stond. Door de vroege gedichten zwerft een zekere Peregrina, symbool voor de mysterieuze Maria Meyer voor wie Mörike amoureuze gevoelens had. Hij was gedurende enkele jaren, zonder veel enthousiasme, vicaris op verschillende plaatsen. In 1828 publiceerde hij enkele gedichten in het Morgenblatt für gebildete Stände en hoopte voortaan als zelfstandig dichter te kunnen leven in Stuttgart. Dat bleek financieel niet houdbaar; noodgedwongen ging hij opnieuw als vicaris aan de slag en schreef bij wijze van zelftherapie de roman Maler Nolten, een Bildungsroman geïnspireerd door Goethes Wilhelm Meisters Wanderjahre. Hij werd predikant in Cleversulzbach in 1834 en bleef bij zijn moeder wonen. De eerste versie van zijn Gedichte verscheen in 1838; de bundel werd tijdens zijn leven nog verschillende malen gewijzigd, doordat Mörike nieuw materiaal toevoegde.
Reeds in 1843 ging hij met pensioen; hij ondervond het predikantschap als saai en wilde zich veel liever met poëzie bezighouden. Acht jaar lang was hij verloofd: hij woonde bij zijn aanstaande schoonvader in en huwde uiteindelijk in 1851 met Margarethe von Speeth. Om zijn huishouden te bekostigen gaf hij één uur per week les aan het Katharinenstift van Stuttgart, waar hij uiteenzettingen over Goethe, Shakespeare en de klassieke literatuur gaf. Hij ging een steeds sterker teruggetrokken bestaan leiden: hij reisde vrijwel nooit maar correspondeerde wel met bevriende schrijvers, onder wie Paul Heyse en Theodor Storm. Zijn gedichten waren atypisch voor hun tijd omdat ze, ofschoon eclectisch qua gebruikte vormen, uitgebalanceerd en beheerst waren: Mörike schreef vele 'dinggedichten', waarin innerlijke emoties gesymboliseerd worden door alledaagse voorwerpen. Door een eredoctoraat van de universiteit van Tübingen kon hij zich financieel overeind houden; hij schreef enkele novellen met een huiverig-sprookjesachtige teneur, die, in tegenstelling tot zijn gedichten, vol lyrische gemoedsschommelingen zitten. Waar zijn poëzie, die overigens nog steeds zeer gewaardeerd wordt, huiselijk en burgerlijk is, zijn zijn sprookjes juist bevlogen en verrassend veelzijdig: het zijn collages van verhaal, dialoog, ingelaste gedichten enzoverder. Mörike schreef tevens een novelle over Mozart, die grotendeels uit gesprekken bestaat. Zijn huwelijk is nooit gelukkig geweest, en in 1873 scheidde hij.
Vele gedichten van Mörike zijn door Schumann, Wolf en Hugo Distler op muziek gezet; ze zijn vaak ook zeer humoristisch. Algemeen wordt Mörike als een van de grootste Duitse dichters beschouwd: zijn werk vormt een interessante symbiose tussen de Weimarer Klassik, Romantiek, Biedermeier en het poëtisch realisme. In zekere zin is hij een literair impressionist, wat hem buitengewoon zeldzaam maakt.

## Werken
- 1832 Maler Nolten (roman)
- 1838 Gedichte
- 1840 Classische Blütenlese (vertaalde poëzie)
- 1846 Die Idylle vom Bodensee (sprookje)
- 1852 Das Stuttgarter Hützelmännlein (sprookje)
- 1853 Die Hand der Jezerte (versepos)
- 1855 Mozart auf der Reise nach Prag (novelle)

## Voorbeeld
Er ist's (1829):
Frühling läßt sein blaues Band
wieder flattern durch die Lüfte;
süße, wohlbekannte Düfte
streifen ahnungsvoll das Land.
Veilchen träumen schon,
wollen balde kommen.
Horch, von fern ein leiser Harfenton!
Frühling, ja Du bist 's!
Dich hab’ ich vernommen!
- Bibsys: 90123826
- Biblioteca Nacional de Chile: 000110026
- Biblioteca Nacional de España: XX1043769
- Bibliothèque nationale de France: cb119171528 (data)
- Catàleg d'autoritats de noms i títols de Catalunya: 981058521417006706
- CiNii: DA0107807X
- Gemeinsame Normdatei: 118583107
- International Standard Name Identifier: 0000 0001 1021 1467
- Library of Congress Control Number: n50006096
- Nationale Bibliotheek van Letland: 000014142
- MusicBrainz: e6dc6bd4-2b8a-4f49-aa91-b3650f9737a3
- Bibliotheek van het Japanse parlement: 00450528
- Nationale Bibliotheek van Tsjechië: jn19990005878
- Nationale bibliotheek van Australië: 36152412
- Nationale Bibliotheek van Israël: 987007265885005171
- Nationale Bibliotheek van Polen: a0000001281456
- Nationale Bibliotheek van Roemenië: 000343828
- Nationale en Universitaire bibliotheek Zagreb: 000033297
- Nederlandse Thesaurus van Auteursnamen: 06872327X
- Réseau des bibliothèques de Suisse occidentale: 02-A003622669
- Russische Staatsbibliotheek: 000164775
- Istituto Centrale per il Catalogo Unico: CUBV116836
- LIBRIS: 208887
- SNAC: w68k79mm
- Système universitaire de documentation: 027041778
- Trove: 1478418
- Virtual International Authority File: 12312842
- WorldCat: E39PBJrGxgjd9Qj78hRWRJWMT3